# Iubirea mea te va face să dispari
Iubirea mea te va face să dispari (în engleză My Love Will Make You Disappear) este un film filipinez de comedie romantică din 2025, regizat de Chad V. Vidanes, bazat pe o poveste de Prime Cruz și un scenariu de Patrick Valencia și Isabella Policarpio. Îi are în distribuție pe Kim Chiu și Paulo Avelino, în primul lor proiect cinematografic. Filmul spune povestea unei iubiri neobișnuite dintre o femeie convinsă că este blestemată să-i facă pe cei dragi să dispară și proprietarul ei, un bărbat cu inima frântă care, dimpotrivă, își dorește să dispară. Produs și distribuit de Star Cinema, filmul a fost lansat în cinematografele din Filipine pe 26 martie 2025.

## Distribuție
- Kim Chiu[2] în rolul Samanthei „Sari” Gonzales
- Paulo Avelino ca Jacob „Jolo” Antonio
- Wilma Doesn't ca Georgia Gonzales
- Lovely Abella în rolul lui Abigail „Abby” Bartolome
- Benj Manalo ca Michael „Mike” Hilario
- Nico Antonio în rolul lui Rocco Gonzales
- Migs Almendras ca Ricky Perez-Santos
- Martin Escudero în rolul lui Joseph Guinto
- Karina Bautista în rolul lui Cecile Santos
- Jeremiah Lisbo în rolul lui Gabby Antonio
- Melai Cantiveros în rolul Cookie
- Peewee O'Hara în rolul Lalei Marquez
- Bart Guingona în rolul lui Moymoy
- Frenchie Dy în rolul lui Shari
- Charm Aranton în rolul lui Lucy
- Marnie Lapus în rolul Rosanna
- Brian Sy în rolul lui Darren
- Atasha Franco în rolul lui Ashley Bartolome
- Kelsey Lasam în rolul lui Muriel
- Lucas Andalio în rolul lui Jerick
- Rufa Mae Quinto în rolul lui Sally
- Bernard Palanca în rolul lui Raymond
- Jennica Garcia în rolul Ellei
- Fyang Smith în rolul Larah
- JM Ibarra în rolul lui Mico

## Lansare
Iubirea mea te va face să dispari a fost lansat în Filipine pe 26 martie 2025. Filmul trebuia inițial să fie lansat pe 12 februarie 2025, înainte de a fi mutat la o nouă dată de lansare pentru a extinde oportunitățile pe piața nord-americană. A fost lansat în cinematografele din America de Nord pe 28 martie 2025. Este programat să fie lansat în cinematografe din peste 30 de țări.

## Recepție

### Box office
Iubirea mea te va face să dispari a încasat 40 de milioane de ₱ la 29 martie 2025, fiind cel mai mare încasări din ziua lansării unui film filipinez în 2025 și 200.000 de dolari la lansarea sa în SUA. Filmul a încasat 100 de milioane de ₱ la nivel mondial la 31 martie 2025. Filmul a încasat 500.000 de dolari în weekendul de deschidere din America de Nord. La 7 mai 2025, filmul a încasat 173 de milioane de ₱ la nivel mondial.